# Michala Banas
Michala Banas született: Michala Elizabeth Laurinda Banas (Wellington, Új-Zéland, 1978. november 14. –) ausztrál, új-zélandi színésznő. Magyarországon a McLeod lányai című sorozatból ismerhetjük, ő játszotta Kate Manfredit.

## Élete
Új-Zélandon született, majd 10 éves korában családjával Ausztráliába költözött és azóta is ott él. Apja Ausztráliában híres producer és forgatókönyvíró. Kisebb-nagyobb szerepeket kapott ausztrál és új-zélandi sorozatokban, többek közt feltűnt Az elveszett világ című sorozatban és a Scooby-Doo című filmben. 2003-ban kiadott egy dalt is. 2004-ben csatlakozott a McLeod lányai című sorozat stábjához, ő játssza Kate Manfredit. A forgatások alatt jó barátnőre lelt Rachael Carpani személyében. 2008-ban kiszáll a sorozatból. Érdekesség, hogy van egy Harley Davidson motorja, és tud traktort is vezetni.

## Díjai
Az ausztrál Logie-díj-on:
- jelölt volt: 2002. - Legjobb év felfedezettje színésznő kategóriában (az Always Greener című filmért)

## Munkái
| év         | film                                | szerepe         |
| ---------- | ----------------------------------- | --------------- |
| 1985.      | Dangerous Orphans                   | Anna            |
| 1995.      | Mirror, Mirror                      | Louisa Iredale  |
| 1998.      | State Coroner                       | Zoe Martin      |
| 1999.      | Blue Heelers                        | Tara Bruckner   |
| 1999.      | Murder Call                         | Kylie McDonad   |
| 2000.      | The Lost World / Az elveszett világ | Renata (1 rész) |
| 2000.      | Twist Total                         | Ariel           |
| 2000.      | Something in the Air                | Angela O´Connor |
| 2001.      | Always Greener                      | Marissa Taylor  |
| 2001.      | BeastMaster                         | Loriel          |
| 2001.      | The Saddle Club                     | Shoshonna Green |
| 2002.      | Scooby-Doo                          | Carol           |
| 2003.      | Ned                                 | Muffy           |
| 2004-2008. | McLeod lányai                       | Kate Manfredi   |